# Pyramide carrée gyroallongée
Pour les articles homonymes, voir J10.
La Pyramide carrée gyroallongée est une figure géométrique faisant partie des solides de Johnson (J10). 
Comme son nom le suggère, elle peut être obtenu par gyroallongement d'une pyramide carrée (J1), ce qui dans ce cas suppose d'y joindre un antiprisme carré à sa base.
Les 92 solides de Johnson furent nommés et décrits par Norman Johnson en 1966.